# Els Nierstrasz
Elizabeth (Els) Nierstrasz (Rotterdam, 23 februari 1871 - Oosterbeek/ Renkum, 25 januari 1931) was een Nederlands schilder, kunstnijveraar, ontwerper en textielkunstenaar.
Els Nierstrasz was gespecialiseerd in Egyptisch vlechten (tegenwoordig bekend als Sprang (vlechttechniek) en in borduren. Ze maakte kunstnaaldwerk. Ze werkte samen met Elizabeth Siewertsz van Reesema bij de winkel 't Spinnewiel in Arnhem.
Nierstrasz was bevriend met Jo van Regteren Altena en Bertha Bake. Ze was in 1904 betrokken bij de oprichting van de Nederlandsche Vereeniging voor Ambachts- en Nijverheidskunst.